# 新北市樹林區文林國民小學
新北市樹林區文林國民小學（英文名稱為Taipei Wenlin Elementary School，或TWLES），簡稱文小，位於台湾新北市樹林區文林里千歲街59號，鄰近台北捷運系統萬大樹林線第二期工程LG18站。
1970年8月奉准成立設校於台北縣樹林鎮千歲街，定名為文林國民小學，校地二五六八坪，規劃圳安、保安、潭底三里為學區，台灣省政府教育廳派林兩成先生為第一任校長。

## 重大歷史
1970年9月，樹林國民小學撥出潭底、保安、圳安三里一至四年級學生，各學年三班，共十二班，同年10月5日遷入現址上課。 
2010年12月25日，台北縣升格為直轄市，更名為『新北市樹林區文林國民小學』。

## 历任校长
1. 林兩成 1970年8月1日至1979年8月1日
2. 馬袖宇 1979年8月1日至1982年8月1日
3. 連文奎 1982年8月1日至1985年12月24日 沈壬子教務主任代理校務（74年12月至75年7月）
4. 陳棟樑 1986年8月6日至1983年8月2日
5. 朱阿甜 1993年8月2日至1998年1月31日 黃鳳欽教務主任代理校務（87年2月至87年7月）
6. 徐森炎 1998年8月1日至2002年7月31日
7. 張濬哲 91年8月1日至99年7月31日
8. 郭正雄 99年8月1日至102年7月31日
9. 郭慶發 102年8月1日至103年7月31日
10. 朱玉環 103年8月1日至107年8月1日
11. 鄭旭泰 2018年9月1日至今

## 外部連結
- 新北市樹林區文林國小官網 （页面存档备份，存于）
- 新北市文林國小的Facebook專頁
- 新北市文林國小活動影片 （页面存档备份，存于）
- 新北市樹林區文林國小附設幼兒園